# Михиринецький заказник
Михирине́цький зака́зник  — гідрологічний заказник місцевого значення в Україні. Об'єкт природно-заповідного фонду Хмельницької області. 
Розташований у межах Теофіпольської селищної громади Хмельницького району Хмельницької області, при східній околиці села Михиринці. 
Площа 52,7 га. Статус присвоєно згідно з рішенням 9 сесії обласної ради від 11.07.2007 року № 23-9/2007. Перебуває у віданні Теофіпольської селищної громади. 
Статус присвоєно для збереження водно-лучно-болотного природного комплексу заплави річки Случ.